# 日本高速道路保有・債務返済機構
独立行政法人日本高速道路保有・債務返済機構（にほんこうそくどうろほゆう・さいむへんさいきこう、Japan Expressway Holding and Debt Repayment Agency）は、日本国内の高速道路（高速自動車国道・自動車専用道路）などの施設を保有し、建設債務の返済を行うことを目的とする独立行政法人である。独立行政法人日本高速道路保有・債務返済機構法にもとづき、2005年（平成17年）10月1日設立。日本道路公団等民営化関係法施行法により、道路関係四公団の業務を各道路会社とともに承継した。略称は高速道路機構。

## 概要

### 役員
2024年10月1日現在。
- 理事長 : 高松勝
- 理事長代理 : 甲川壽浩
- 理事 : 國澤有通
- 理事 : 逢坂謙志
- 監事 : 小関博子
- 監事 : 稲寺司

### 業務
機構の主な業務の範囲は以下のとおり。
- 高速道路にかかる道路資産の保有と道路会社への貸付け

民営化に際しては、いわゆる上下分離方式が採用され、その「下」の部分、すなわち道路施設のインフラストラクチャー保有が、機構の主な業務となる。機構は、四公団が所有・管理していた道路および付帯施設（サービスエリア、インターチェンジ等）を保有し、同時に設立された各道路会社（「上」の部分 - 東日本、首都、中日本、阪神、西日本、本四。各会社の事業範囲は当該項目を参照。）へ貸し付ける。保有および債務返済のための資金は、道路会社に道路資産を賃貸する収益によってまかなわれる。本四架橋の鉄道部分も保有しており、鉄道勘定として管理されているが、鉄道事業法第59条の規定により鉄道建設・運輸施設整備支援機構と並び第3種鉄道事業としては扱われない。
- 承継債務の返済

機構は各公団の債務を引き継ぎ、その返済にあたる。
- 協定にもとづき道路会社がおこなった高速道路の新設又は改築費用にかかる債務引受けと返済

各道路会社は管理業務のみならず道路の新規建設や改築も行うが、新会社は原則として上下分離の「上」の部分を業務とするため、これらの施設は完成後に道路資産として、建設費用の債務とともに機構に帰属する。
また、特殊車両の通行などは、機構が最終的な許可権者となる。各管理会社を通して許可の申請を行う（機構では直接受理しない）。

### 財務及び会計
機構は国土交通大臣の認可を受けて、長期借入金や日本高速道路保有・債務返済機構債券（財政投融資）の発行ができる。また、日本国政府から債務保証が受けられる。保有する路線は機構法13条1項に云う以下に分類される。
- 全国路線網（徴収期限：令和54年3月22日）
- 地域路線網
  - 阪神高速(阪神圏)（徴収期限：令和53年3月31日）、首都高速（徴収期限：令和56年3月20日）
  - 阪神高速(京都圏)(京都高速道路)[4]、本四架橋も当初は地域路線網であったが全国路線網に組入。
- 一の路線
  - 全国路線網にも地域路線網にも属さない個別[5]路線でそれぞれについて別の料金徴収期限が設定されている。
  - 全国路線網への編入や償還などにより、今は安房峠道路（徴収期限：令和31年3月30日）と一度償還完了した八木山バイパス改築（徴収期限：令和32年9月30日）のみ。

### 機構の解散
法律上、機構は2115年（令和97年）9月30日までに解散し、旧日本道路公団等からの承継債務を日本国政府に返還することとしている。
なお、設立時においては政府の試算によれば、返済期間は2050年（令和32年）までの45年と想定されていたが、2014年に高速道路の老朽化の修繕のため、返済期間が最長60年に見直された。その後、更に期間を2065年9月30日から2115年9月30日に延長する「道路整備特別措置法及び独立行政法人日本高速道路保有・債務返済機構法の一部を改正する法律案」が第211回国会に提出され、2023年5月31日に成立、同年9月6日に施行された。